# Stade du 18 Février
Stade du 18 Février – wielofunkcyjny stadion w Biskirze, w Algierii. Obiekt może pomieścić 35 000 widzów. Swoje spotkania rozgrywają na nim piłkarze klubu US Biskra.